# Presó de Gikondo
La Presó de Gikondo o bé la Presó central de Kigali (en francès: Prison Centrale de Gikondo) és una presó de Kigali, la capital del país africà de Ruanda. Va ser construït en la dècada de 1930, i només estava destinat originalment per albergar a uns pocs milers de reclusos. Després del genocidi de Ruanda, les xifres van augmentar per sobre de 50.000 com a resultat de la incorporació de reclusos que eren genocides. Molts d'ells van ser portats als tribunals gacaca per sotmetre's a judici per crims de guerra en un espai a la presó. El Comitè Internacional de la Creu Roja va tenir un paper important en la revisió dels llocs de detenció i visitant als detinguts acusats de participar en el genocidi. La superpoblació encara era un problema important el 1997, i la infraestructura de la presó era inapropiada per al nombre de nous presos. La manca de menjar i assistència mèdica i la pobra higiene seguien soscavant la salut a la presó. Les condicions a la presó com amb altres a Ruanda, es van deteriorar novament tot i mostrar millores abans de la guerra.
L'octubre de 1999, el CICR va presentar un informe a les altes autoritats de Ruanda. Després de les negociacions, el CICR va millorar el subministrament d'aliments, els recursos i medicaments als presos civils i va proporcionar subministraments essencials per a la presó.